# 1. FSV Köln 1899
Der 1. FSV Köln 1899 (offiziell: 1. Fußballsportverein Köln 1899 e. V.) ist ein Kölner Sportverein aus dem Norden der Stadt und gleichzeitig der älteste Fußballverein Kölns.

## Geschichte

### Die Stammvereine
Am 6. Mai 1899 wurde mit dem Internationalen Fußball-Club Cöln der erste Fußballverein Kölns gegründet. Bereits kurz nach der Gründung wurde der Verein in Cölner Fußball-Club 1899 (Cölner FC 1899) und nach der Orthographischen Konferenz von 1901 in Kölner Fußball-Club 1899 (Kölner FC 1899) umbenannt. Zunächst wurde am Neußer Tor, gegenüber der Agneskirche, gespielt. 1903 zog die Mannschaft allerdings in den Weidenpescher Park. Für ganze 99 Jahre war der Verein dort beheimatet.
1903 und 1906 wurde der Verein Westdeutscher Meister und erreichte so 1906 als erster Kölner Verein die Endrunde zur Deutschen Meisterschaft, wo er aber bereits in der ersten Runde ausschied. 1916 wurde der Verein in Kölner Sport-Club 1899 umbenannt. Ebenfalls im Mai 1899 hatten sich Mitglieder des Kölner Turnvereins unter dem Namen Borussia Köln selbständig gemacht, die 1914 den Kölner Club für Rasenspiele gründeten. Die Vereinsvorstände beider Vereine beschlossen im Jahre 1937 zu fusionieren. Am 13. Juli 1937 fand im Festsaal der Wolkenburg die Gründungsversammlung des nun neu benannten VfL Köln 1899 statt.

### VfL Köln 1899

Wappen des VfL Köln 1899

In den 1920er und 1930er Jahren fasste das Stadion 16.000 Zuschauer und war mehrfach Austragungsort von Spielen zur deutschen Fußballmeisterschaft. Die großen sportlichen Erfolge verzeichnete der Verein vor und während des Zweiten Weltkrieges. Von 1903 bis 1944 konnten die Vereinsmitglieder acht regionale Meisterschaften bejubeln sowie den größten Vereinserfolg 1941 feiern, als man bis ins Halbfinale der Deutschen Meisterschaft kam. Vor 35.000 Zuschauern musste man sich dann allerdings in Düsseldorf dem FC Schalke 04 mit 4:1 geschlagen geben. 1936, 1941 und 1942 erreichte der Verein als Meister der Gauliga Mittelrhein die Meisterschaftsendrunde, ebenso im Jahr 1944 in einer Kriegssportgemeinschaft mit Sülz 07, einem Vorläuferverein des 1. FC Köln. Insgesamt stellte der Verein sechs Nationalspieler, darunter Peco Bauwens, den späteren Präsidenten des DFB.
Nach dem Zweiten Weltkrieg wurde der Verein schnell von den neu gegründeten Großvereinen 1. FC Köln, SC Fortuna Köln und Viktoria Köln überholt. 1950 gelang dem VfL zwar noch gemeinsam mit der Fortuna der Aufstieg in die zweitklassige 2. Liga West, doch trotz eines respektablen 8. Platzes (von 16) trat man nicht weiter in der 2. Liga an. Anschließend konnte man sich noch einige Jahre in der Verbandsliga Mittelrhein, der damaligen dritten Liga und höchsten Amateurklasse, halten. In den nächsten Jahrzehnten folgte der Niedergang bis zum Abstieg in die Kreisliga A. In den Spielzeiten 2008/09 und 2009/10 führte die sportliche Talfahrt die 1. Herrenmannschaft sogar bis in die unterste Liga, der zu der Zeit elftklassigen Kreisliga C, in der die Mannschaft seit der Saison 2010/11 spielt.

### 1. FSV Köln 1899
Am 1. Juli 2013 fusionierte der VfL 1899 mit dem im Jahre 1991 gegründeten FSV Köln-Nord zum 1. FSV Köln 1899. Dieser übernahm den Platz des FSV Köln-Nord in der Kreisliga B und musste 2017 absteigen. Nach dem direkten Wiederaufstieg wurde der 1. FSV 2020 Vizemeister der Kreisliga B1 hinter dem CfB Ford Niehl. Zwei Jahre später stieg der FSV als Meister in die Kreisliga A auf, ehe der Verein im Jahre 2024 wieder in die Kreisliga B absteigen musste. Aus dieser Liga zog sich die erste Mannschaft jedoch zurück und stellte ihren Spielbetrieb ein. Die zweite und dritte Herrenmannschaft des Vereins spielten in der Saison 2024/25 in verschiedenen Staffeln der Kreisliga D, der niedrigsten Spielklasse im Fußball-Verband Mittelrhein.

## Gegenwart
Seit 2002 befindet sich das Vereinsgelände nicht mehr im traditionsreichen Weidenpescher Park, sondern wenige hundert Meter entfernt in der Bezirkssportanlage im Kölner Stadtteil Weidenpesch. Noch immer hat die Jugendarbeit des Vereins einen guten Ruf in Köln und auch die Handballabteilung ist überregional bekannt.

## Persönlichkeiten
- Peco Bauwens, Nationalspieler und erster Präsident des DFB
- Willi Gierlich, Amateur-Nationalspieler und Meister Oberliga West 1954 mit dem 1. FC Köln
- Engelbert Koch, Gaumeister Berlin-Brandenburg 1944 und Deutscher Tennismeister (Einzel) 1949, 1954
- Alfons Moog, Nationalspieler
- Otto Pfister, Trainer mehrerer Nationalteams, WM-Teilnehmer 2006 mit Togo
- Josef Röhrig, Nationalspieler, WM-Teilnehmer 1954
- Leo Wilden, Deutscher Meister 1964 mit dem 1. FC Köln und WM-Teilnehmer 1962